# Andrés Catalá
Andrés Catalá Ballbona, nacido el 13 de julio de 1922 en Argentona (provincia de Barcelona, España) y fallecido el 25 de abril de 2004 en Mataró (provincia de Barcelona, España), fue un futbolista español de los años 1940. También fue entrenador.

## Biografía
Formado en el club de su ciudad natal, Argentona, fue fichado por el FC Barcelona Aficionados, de donde pasó al primer equipo del Barça durante la temporada 1941-42, ya como profesional, a pesar de solo jugar partidos amistosos, siendo cedido al final de temporada al EC Granollers. 
En 1942, el Gimnástico de Tarragona pide la cesión de Andrés Catalá junto a otros jugadores como Juan Babot. Inicia de esta forma una larga carrera en el club tarraconense que dura más de diez años, llegando a ser el capitán del equipo. Consigue dos ascensos de categoría, juega durante tres temporadas (con 65 partidos jugados) y disputa una semifinal de Copa ante el RCD Español. También sufrió dos descensos, destacando el descenso a Segunda en el partido ante el Alcoyano. Tuvo ofertas del Real Madrid y del RCD Español pero decidió quedarse en el Gimnástico donde acabó su carrera en 1953, aunque todavía jugó media temporada con el Mataró.  
Se convirtió en entrenador y dirigió al CE Júpiter, EC Granollers, CE Mataró, FC Vilafranca o CF Badalona. También fue gerente de Aguas de Argentona.

## Clubes

### Como jugador
| Club                   | País   | Año         |
| ---------------------- | ------ | ----------- |
| Barcelona              | España | 1941 - 1942 |
| Granollers (cedido)    | España | 1942        |
| Gimnàstic de Tarragona | España | 1942 - 1953 |
| Mataró                 | España | 1953        |

### Como entrenador
| Club          | País   | Año         |
| ------------- | ------ | ----------- |
| Mataró        | España | 1953 - 1955 |
| Horta         | España | 1956 - 1957 |
| Badalona      | España | 1957 - 1958 |
| Júpiter       | España | 1960 - 1961 |
| Granollers    | España | 1962 - 1963 |
| Calella       | España | 1964 - 1965 |
| Granollers    | España | 1967        |
| FC Vilafranca | España |             |